# Multiwinia
Multiwinia è un videogioco strategico in tempo reale con componenti di videogioco d'azione sviluppato dalla Introversion Software e pubblicato da questa in collaborazione con l'Ambrosia Software per Microsoft Windows, macOS e Xbox 360

## Trama
Tanto tempo fa uno scienziato chiamato Dr. Sepulveda creò un gradevole mondo digitale, esistente interamente all'interno di una rete di computer di sua invenzione. Questo mondo venne chiamato Darwinia ed era abitato da forme di vita digitali pacifiche e rispettose della legge, chiamati i Darwiniani.